# Cyathostemma
Cyathostemma este un gen de plante angiosperme din familia Annonaceae.

Cladograma conform Catalogue of Life:
| Cyathostemma | \| \| Cyathostemma acuminatum \| \| \| \| \| \| Cyathostemma glabrum \| \| \| \| \| \| Cyathostemma vietnamense \| \| \| \| |
|              | \| \| Cyathostemma acuminatum \| \| \| \| \| \| Cyathostemma glabrum \| \| \| \| \| \| Cyathostemma vietnamense \| \| \| \| |
|              | Cyathostemma acuminatum |
|              | |
|              | Cyathostemma glabrum |
|              | |
|              | Cyathostemma vietnamense |
|              | |